# 창원시립마산박물관
창원시립마산박물관은 경상남도 창원시 마산합포구 추산동 소재의 시립 박물관이다.

## 관람 안내
- 관람시간: 09:00 ~ 18:00
- 휴관일: 월요일, 1월 1일, 설날 및 추석연휴